# Пагода Шакьямуни
Пагода Шакьямуни храма Фогун (кит. трад. 佛宮寺釋迦塔, упр. 佛宫寺释迦塔, пиньинь Fógōng Sì Shìjiā Tǎ, пагода Шицзя) — китайская пагода, расположенная в уезде Инсянь, провинция Шаньси. Деревянная пагода была построена в 1056 году, во времена империи Ляо, императором Дао-цзуном на территории семейного дома его бабушки. Пагода, пережившая несколько крупных землетрясений на протяжении веков, приобрела довольно широкую известность в Китае, и получила название «Мута» (кит. упр. 木塔, пиньинь Mù Tǎ, буквально: «Деревянная пагода»).
В основании пагоды находится каменная платформа высотой 4 метра, высота первого этажа 10 метров, и высота самой пагоды 67,31 метров. Она является старейшей из сохранившихся полностью деревянных пагод в Китае. Несмотря на то, что пагода Шакьямуни является самой старой деревянной пагодой в Китае, в целом самой старой сохранившейся пагодой является Сунъюэ, построенная в VI веке из кирпича. Также, самыми старыми сохранившимися деревянными зданиями в Китае является зал буддийского храма, расположенный на горе Утайшань, датируемый серединой правления династии Тан (618—907).

## История
Пагода храма Фогун располагается в 85 километрах к югу от столицы империи Ляо, Датуна. Китайская энциклопедия Гуцзинь тушу цзичэн утверждает, что на этом же месте стояла другая пагода, построенная между 936 и 943 годами, а в 1056 году была построена существующая. Такое же утверждение появляется в Шаньси Тунчжи (Записи провинции Шаньси) и Инчжоу Сюйчжи (Записи уезда Инь). В Инчжоу Чжи, написанных Тянь Хуэем во времена правления императора Ваньли, говорится, что пагода была возведена в 1056 году на средства буддийского монаха по имени Тянь. При составлении записей уезда Инсянь, Тянь Хуэй исследовал историю пагоды и записал ход её ремонта в Чжунсю Фогунсы Та Чжи. В шкафу на третьем этаже пагоды в документах указаны ремонты, проведённые в 1195 и 1471 годах. В то же время, Тянь Хуэй, занимаясь историей пагоды, не столкнулся с какой-либо информацией о предшественнике пагоды, построенной между 936 и 943 годами, о чем говорят другие тексты.
В подтверждение 1056 года, вместо 936—943 годов, Чжан Юйхуань писал в Чжунго Гудай Цзяньчжу Цзишу Ши (1985), что лаборатория Вэньу определяет возраст различных деревянных элементов от второго до пятого этажа пагоды как 930—980 лет. Согласно другим данным, предполагается более поздний срок, включающий тот факт, что приёмная мать императора Син-цзуна была родом из Инчжоу. Сын Син-цзуна, Хунцзи (император Дао-цзун) и построил на территории семейного дома бабушки эту пагоду.
Пагода была возведена в центре храма,, который раньше назывался Баогун, а с 1315 года стал именоваться Фогун. Хотя сам храм во времена империи Цзинь описан как достаточно крупный, он начал приходить в упадок во времена империи Мин.
Записи Инчжоу Чжи указывают на семь землетрясений, прошедших между 1056 и 1103 годами, которые пагода успешно выстояла.
До XX века, пагоде потребовалось всего десять мелких ремонтов. Тем не менее, значительные ремонтные работы были необходимы после расстрела порядка двумя сотнями патронов японскими солдатами по пагоде во время Второй японо-китайской войны. Во время ремонта в 1974 году реставраторы нашли тексты времён империи Ляо, содержащие буддийские сутры и другие документы. Также были обнаружены 12 свитков Трипитаки Ляо (кит. трад. 遼藏, упр. 辽藏), напечатанных в 1003 году в Яньцзине (ныне Пекин), 35 печатных свитков (самый длинный из них 33,3 метра) и 8 рукописных. Это свидетельствует о широком распространении технологии ручного набора, разработанного в соседней империи Сун. Кроме того, в 1974 году был обнаружен зуб Будды, скрытый в одной из статуй Будды на четвёртом этаже пагоды.

## Галерея

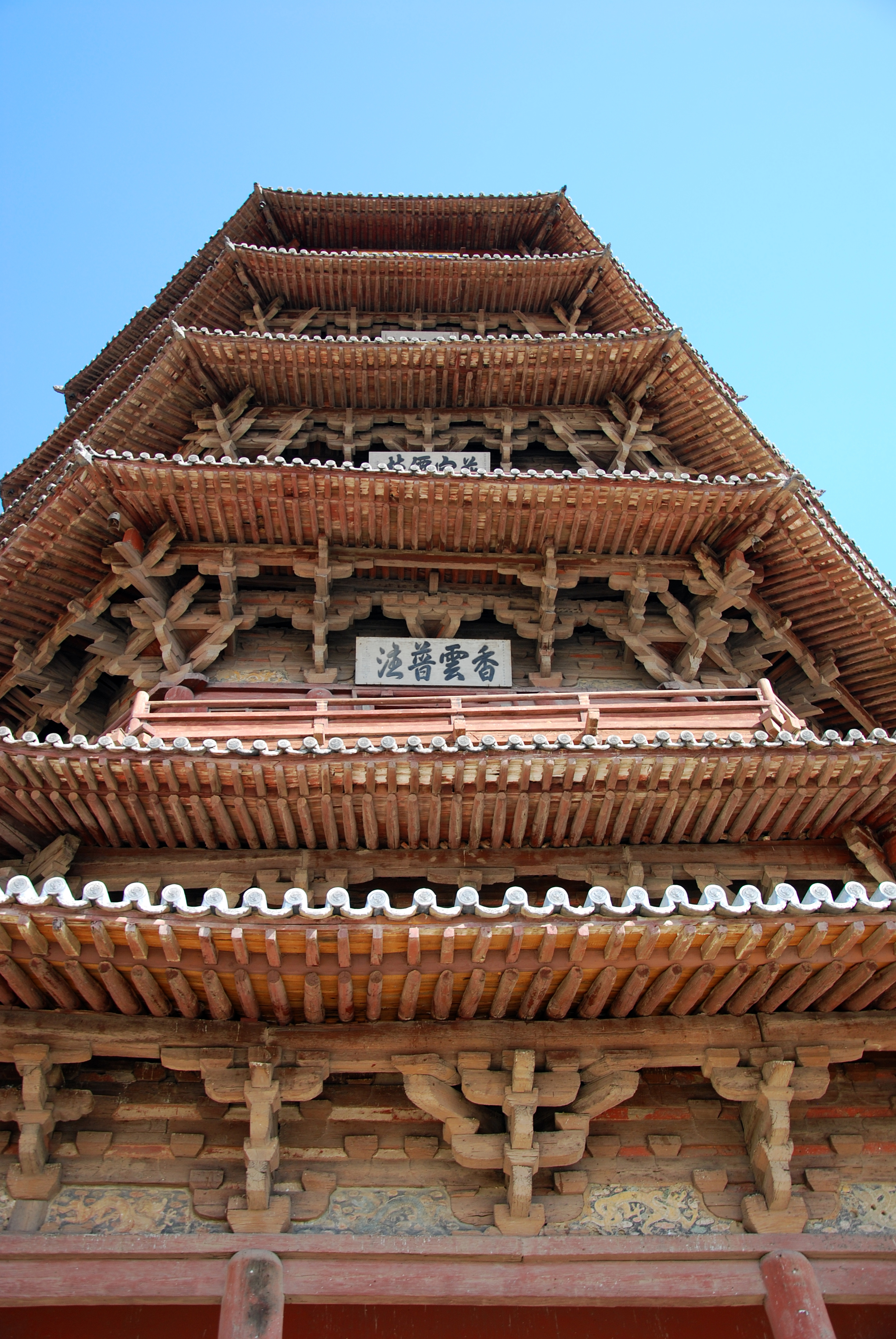
Карнизы пагоды
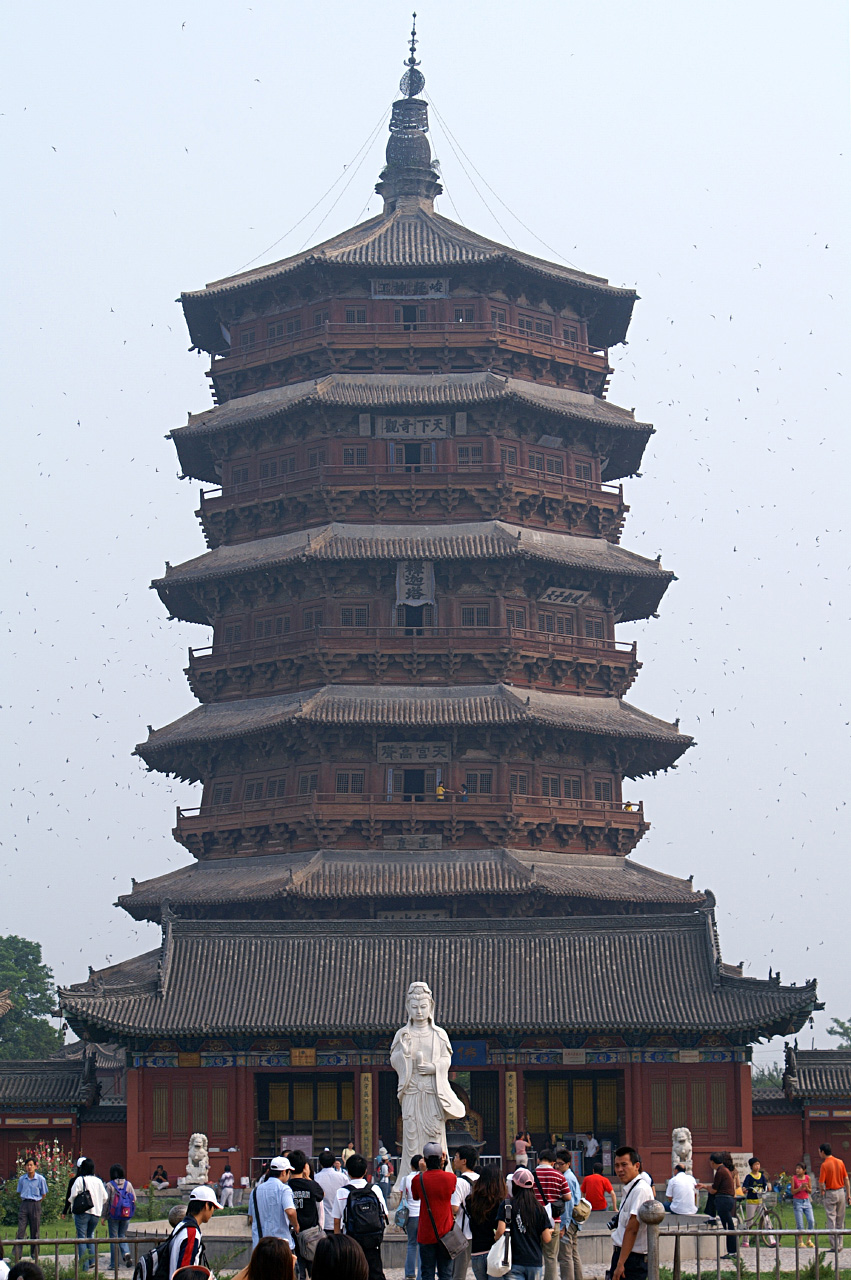
Вид пагоды...
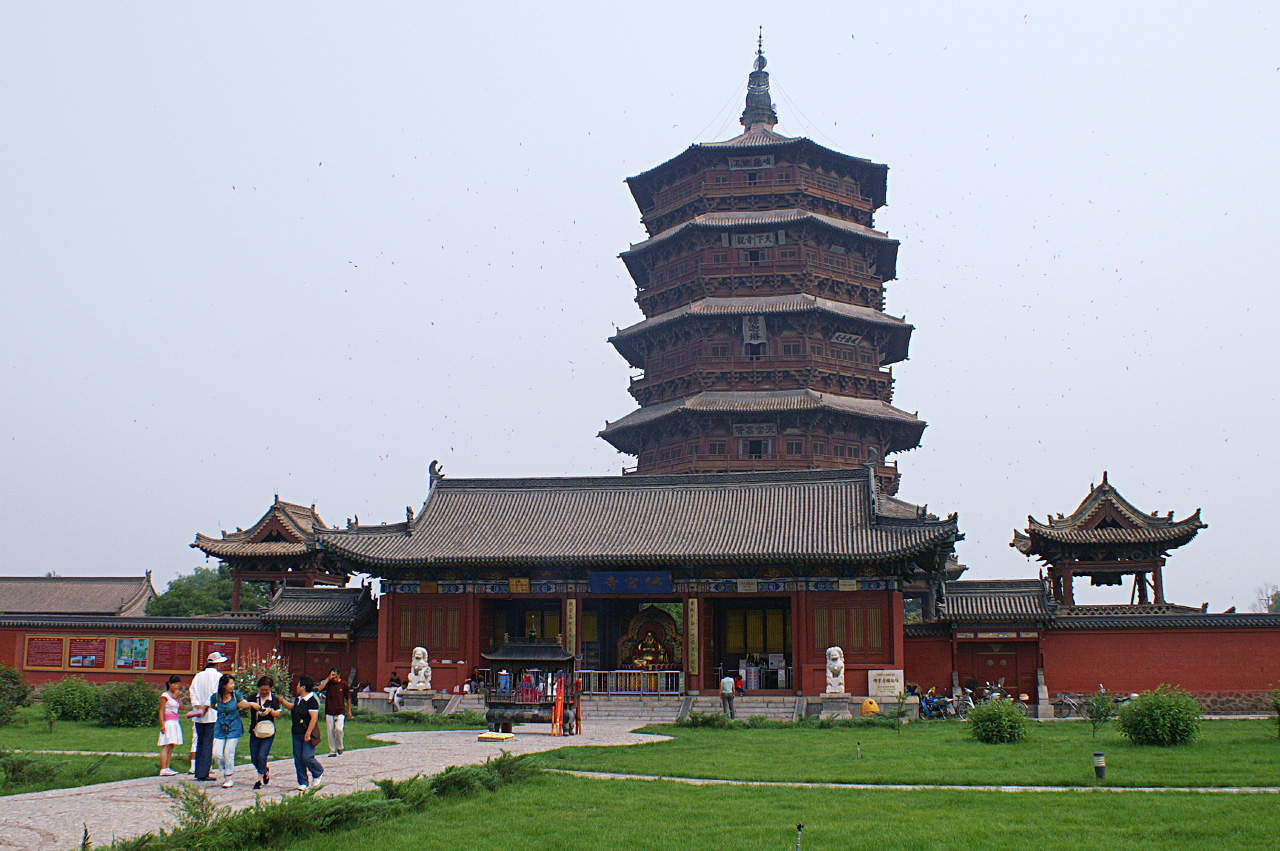
...со стороны
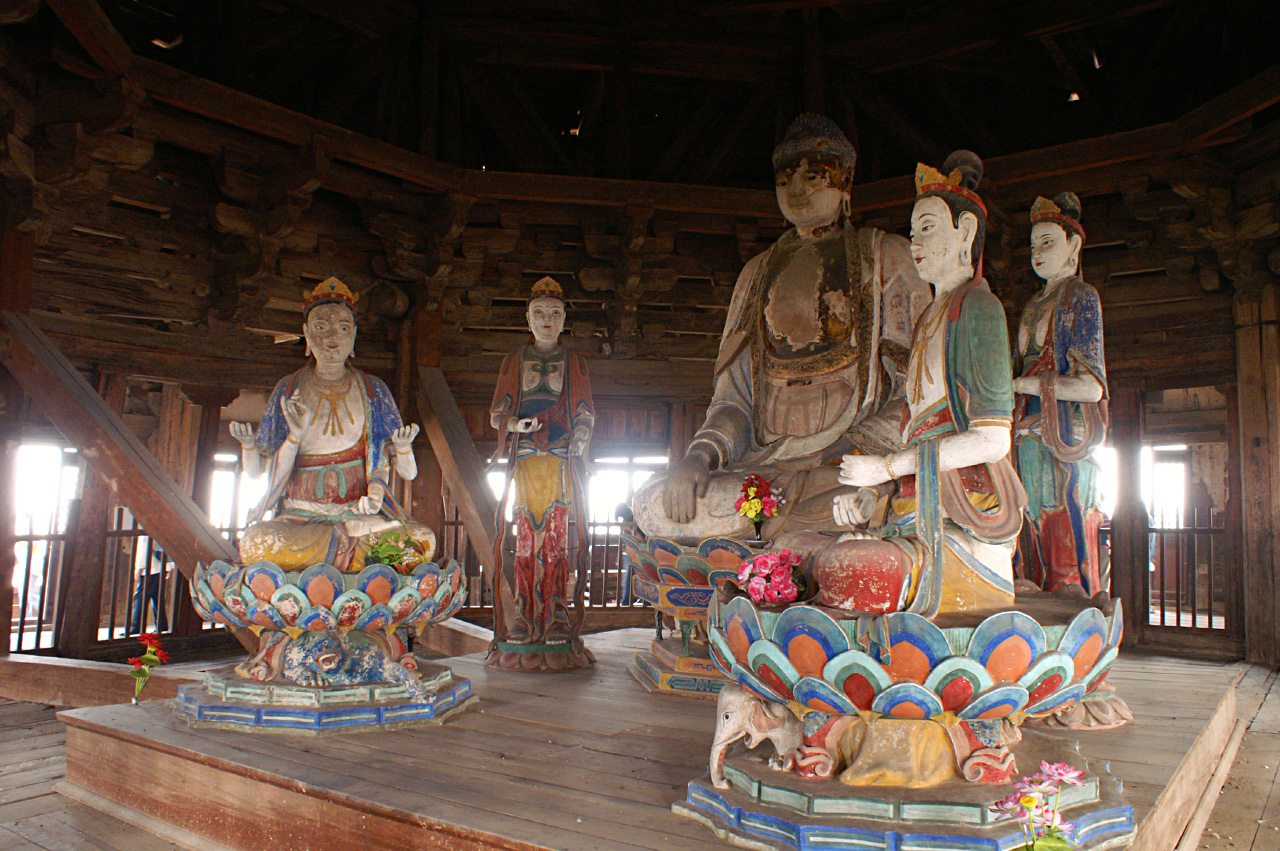
Буддийские статуи в пагоде, Будда Шакьямуни в центре
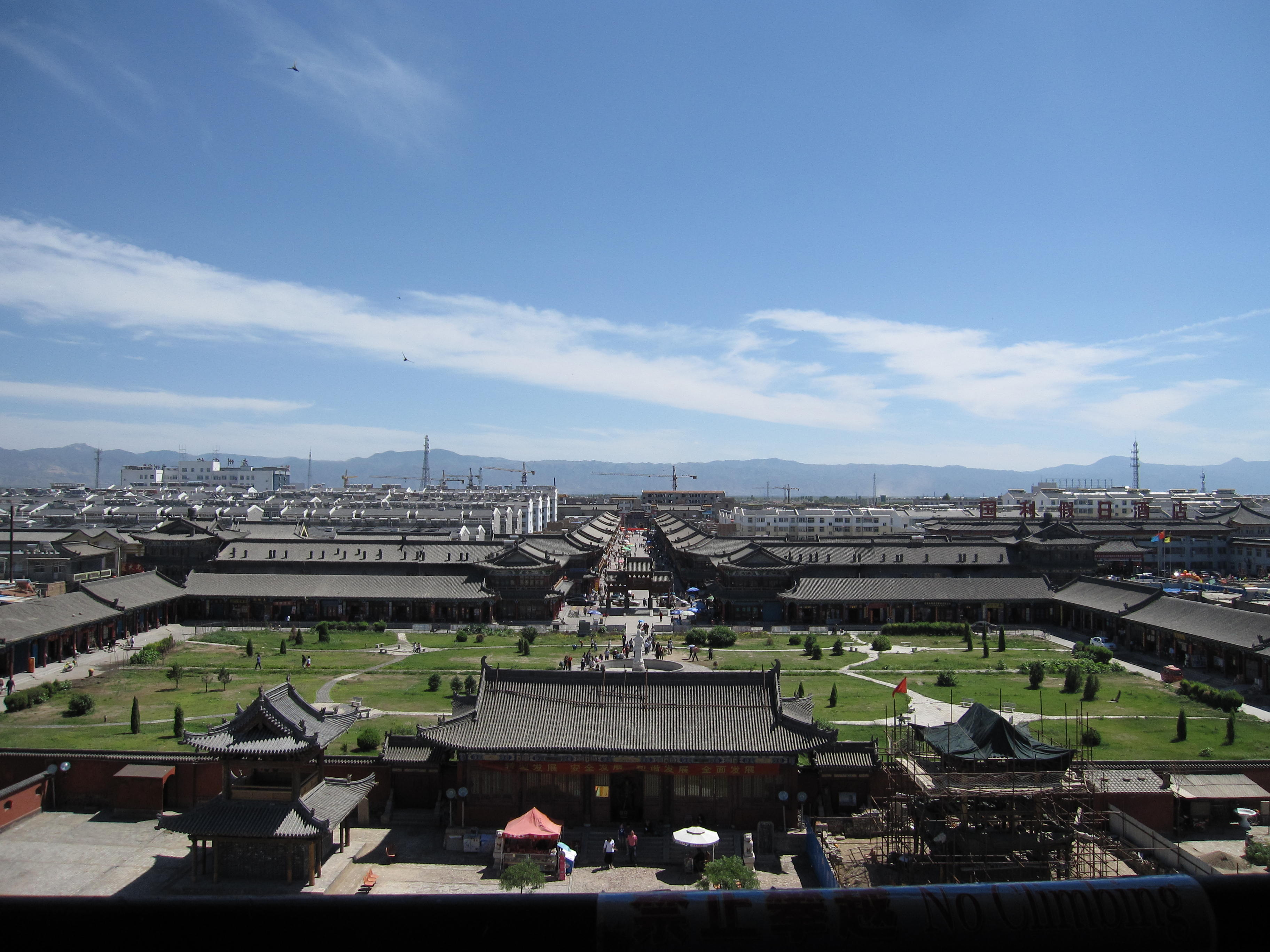
Вид со второго этажа пагоды